# Соэга, Георг
Гео́рг Соэ́га (также Цоэга или Зоэга, нем. Georg Zoëga, в датском произношении Йёрген Соэга, дат. Jørgen Zoëga; 20 декабря 1755 — 10 февраля 1809) — датский археолог и нумизмат, исследователь коптской письменности; один из пионеров египтологии, друг и консультант Бертеля Торвальдсена. Кузенами Соэги были ботаник Йёхан Соэга, ученик Линнея, и дипломат Георг Николаус Ниссен — второй муж Констанции Моцарт.
Происходил из семейства священников, его предки переехали в Южную Данию из Северной Италии в XVI веке. Родным языком Соэги был немецкий, свои сочинения он публиковал на латинском и итальянском языках. Обучался в университетах Гёттингена и Лейпцига, пользовался покровительством министра Ове Хёг-Гульдберга, некоторое время учился у австрийского нумизмата Иоганна Эккеля. После 1783 года Соэга жил в Риме, где перешёл в католичество; его главным покровителем сделался кардинал Борджиа. С 1790 года член Датской королевской академии изящных искусств. В 1798 году назначен датским генеральным консулом в Риме. В 1802 году избран профессором и библиотекарем университета Киля, но фактически никогда не занимал этих должностей. Иностранный член Баварской и Прусской академий наук (1806, в последнюю избран одновременно с Гёте). За две недели до кончины был избран кавалером реформированного ордена Данеброг.
Как учёный, Соэга стремился совместить стилистический анализ Винкельмана с филологическим подходом, попытался выстроить типологию египетского искусства. В духе антикварной школы он составил компендиумы, описывающие египетские обелиски, александрийские императорские монеты и барельефы римской эпохи. Соэга стал одним из первых учёных, занимавшихся расшифровкой египетских иероглифов на основе коптской филологии. Ему удалось определить, что имена фараонов в текстах окружаются рамкой (картушем) и могут быть записаны фонетически, совершенно верно обозначил важность Розеттского камня для окончательной дешифровки египетского письма. Как коптолог, Соэга оказался первооткрывателем литературных и проповеднических текстов патриарха Шенуте и осуществил их первую публикацию. Также он считается одним из основателей современной научной археологии. Не занимаясь преподаванием, он стал учителем Фридриха Велькера, который издал в своём переводе на немецкий язык некоторые доклады и краткие статьи Соэги. В 1910 году учёному был установлен памятник в Копенгагене. В 1967—2013 годах была осуществлена публикация корпуса переписки Соэги в шести томах. В 2013 году в Риме и Болонье прошла международная конференция памяти учёного, на которой были на современном научном уровне пересмотрены его достижения как историка искусства и египтолога.

## Биография

### Происхождение. Ранние годы (1755—1773)
Фамилия «Соэга» — итальянского происхождения, по имени острова венецианской лагуны Джудекка (на местном диалекте Zuecca). Один из предков учёного Маттео Дзуэкка в конце XVI века владел поместьем в Вероне и после убийства соперника на дуэли бежал в Германию, перешёл в лютеранство и служил дворецким в Мекленбурге. Из-за вероотступничества на него не распространялась папская амнистия, а поместье было продано с молотка; портрет Маттео был предан в Риме аутодафе. Дети Матиаса Соэги, как он стал называться, стали лютеранскими священниками в Шлезвиге, а затем более ста лет представители династии служили в Южной Ютландии, в Вилструпе. Прямым потомком Матиаса был Вилхад Кристиан Соэга (1721—1790) — отец Георга. Брат Вилхада Йёрген жил в Копенгагене и дослужился до члена Тайного совета и казначея, а другой брат — Матиас — служил настоятелем в наследственном приходе. Сын сестры Анны Элизабет Соэга, вышедшей замуж за бакалейщика из Хадерслева, — Георг Николаус Ниссен — в будущем стал вторым мужем Констанции Моцарт. Сын брата Поуля — Йёхан Соэга — прославился как ботаник, ученик Линнея. Жена Вилхада Генриетта была дочерью канцлера Отто Фредрика Клаусена, который управлял поместьями Скаккенборг и Трёйборг в присоединённых территориях Шлезвига. В роду Клаусенов тоже были священники, некоторые из которых обучались в немецких университетах. Вилхад в 14-летнем возрасте был отправлен для образования в Германию, окончил гимназию в Плёне и Йенский университет, вернулся в Данию спустя семь лет.
Йёрген (после отъезда из Дании его называли на немецкий манер «Георг») был первенцем Вилхада Кристиана Соэги и Генриетты Клаусен и появился на свет 20 декабря 1755 года. Назвали его в честь деда, скончавшегося незадолго до рождения внука. Отец служил в Южной Дании в приходе Далер коммуны Тённер, позднее он был переведён в Мёгельтённер. Мать скончалась, когда Йёргену было восемь лет от роду; у него были два брата (Ханс и Карл-Лудольф) и две сестры. Одна из них — Ульрика Августа — страдала параличом от последствий родовой травмы, что стимулировало очень раннее интеллектуальное развитие. Доходы священника позволяли нанимать домашних учителей, находившихся под строгим отцовским надзором. Отметив способности Георга, Вилхад пригласил для его образования своего брата Матиаса, священника из Вилструпа, тот оказался хорошим педагогом. Позднее учёный писал, что рано осознал, что к нему и к его братьям и сёстрам предъявлялись разные требования. В переписке отца утверждалось, что 10-летний Йёрген очень любил учиться и подавал большие надежды. Особое внимание уделялось иностранным языкам, при этом музыка и рисование были под запретом. Судя по любви Соэги к поэзии Клопштока, а также по факту, что переписка с домашними осуществлялась по-немецки, этот язык был для Георга первым, и на нём же он получал первоначальное образование. Не подлежит сомнению, что он хорошо владел и датским языком. На Пасху 1772 года Соэга поступил в гимназию Альтоны, чей попечительский совет возглавлял Георг Людвиг Алеман. 16-летний Йёрген продемонстрировал превосходное владение греческим и английским языками, декламировал и разбирал эпос Гомера и британских поэтов. В гимназии он создал переводческий кружок и усердно занимался риторикой; впоследствии Алеман писал ему, что в гимназии Георг был «чудовищем», но прославил своё учебное заведение. Весной 1773 года он успешно сдал выпускные экзамены и был рекомендован в Гёттингенский университет. Произнесённая Георгом прощальная речь перед учителями была краткой, но логически выстроенной. Он был недоволен навязанной ему темой о судействе и законодательстве, предпочитая выбирать предмет рассуждения самому.

### Университетские годы (1773—1777)
Соэга оказался в Гёттингене в период расцвета университета, который воспринимался в первую очередь как царство чистой науки, а не только как заведение, выпускающее чиновников и священников. В силу тесной связи с Англией университет щедро финансировался, и в нём была огромная библиотека. После назначения в 1763 году профессором Христиана Готлиба Гейне в Гёттингене начался подъём исторических и философских дисциплин, который привёл к созданию современной классической филологии и археологии как академических дисциплин. Собственно, Соэге пришлось выбирать между Лейпцигским и Гёттингенским университетами: на поступлении в первый настаивал отец, на выбор второго оказывал сильное влияние школьный наставник Георг Алеман. Соэга учился в Гёттингене три года; от этого периода сохранилось 14 писем, которые позволяют судить о его жизненных обстоятельствах и духовной эволюции. Смирившийся отец предоставил сумму на обучение — достаточную, чтобы сын мог выбирать учебные дисциплины по своему желанию, настаивая только на трезвой самооценке и непрестанном развитии своего духа, не тратя времени ни на что другое, в том числе на заработки на стороне.
В первый год обучения Соэга особенно увлёкся курсами логики, метафизики и практической философии Иоганна Федера. Спустя полтора года разработал для себя программу саморазвития, с которой обратился к профессору истории Майнерсу. Преподаватель полностью согласился с его идеей, что изучение чистой философии в отрыве от филологии и истории бесполезно. Отец также одобрил результаты первого года обучения. Не оставив увлечения Клопштоком, Соэга примкнул к литературному клубу «Гёттингенская роща», главой которого был Иоганн Фосс. Члены общества, помимо того, что пропагандировали поэзию Клопштока (и осуждали Виланда), сами создавали и обсуждали поэтические произведения, переводили античных классиков и практиковали языческие ритуалы, эпатирующие бюргеров. Например, они водили хороводы у старого дуба, устраивали попойки, одевшись в звериные шкуры, и совершали жертвоприношения Одину и Клопштоку. Особенно доверительные отношения у Соэги сложились с участником «Рощи» Кристианом Эсмархом, происходившим из Шлезвига и впоследствии тесно связанным с Данией. Они вместе изучали тексты Пиндара и итальянский язык, который предпочитали французскому. Впрочем, уже через год Эсмарх переехал в Копенгаген; это отдалило Соэгу от «Рощи». В Гёттингене он особенно сильно позиционировал себя как датчанина и усердно искал в библиотеке труды по истории своей родины.
В зимний семестр 1774—1775 годов Соэга окончательно решил посвятить себя истории. Он был допущен на семинар Гейне по греческим древностям и называл его «лучшей школой в своей жизни». Курс по римской античности он посещал в течение всего лишь четырёх недель; на занятиях никогда не вёл конспектов, но мог вступить с профессором в дискуссию, которую тот всегда одобрял и поддерживал. На семинарах разбиралась гражданская история Древних Афин, институты народоправия и их трансформация. Далее переходили к античной религии, военному искусству и структурам повседневности, включая домашние обыкновения, игры и празднества. В летний семестр 1775 года Гейне вёл семинар по «Одиссее», одновременно Соэга открыл для себя труды Винкельмана и морфологический метод. В последний гёттингенский семестр он прослушал курсы по статистике, дипломатии, политике и новейшей истории, а также проштудировал только что опубликованный «Опыт словаря датских, норвежских и исландских писателей и их сочинений» Йёнса Ворма.
Биограф Соэги Адольф Йёргенсен утверждал, что если в Альтоне и Гёттингене учёный формировался исключительно в мире книг, то во время летней поездки в Швейцарию и Италию, а также в зимний семестр в Лейпцигском университете, он сумел соотнести свои теоретические познания с реальной действительностью. Летом 1776 года Соэга прибыл в Цюрих, где был принят в доме поэта Соломона Гесснера. Далее он направился в Рим, причём эта часть путешествия не была предусмотрена первоначальным планом (следующим пунктом была Вена), однако Соэга заинтересовался родиной своих предков и решил, что «сможет развить свою восприимчивость к прекрасному», как он сообщал отцу. Отец в ответном послании сообщил точное имя Матиаса Соэги и его веронское происхождение, а также рисунок родового герба. В Риме Соэга никогда не выходил из дома без рисовальных принадлежностей, чтобы усилить эстетическую память и научиться запечатлевать индивидуальный взгляд на красоту.
Из Рима Соэга последовал в Нюрнберг, в котором задержался лишь на несколько дней. Лейпциг его разочаровал, хотя отец настаивал, чтобы сын учился у профессора Иоганна Эрнести. Тот оказался чванным, не воспринимал Георга всерьёз. По уровню преподавания и комплектования библиотеки университет Лейпцига во всём отставал от Гёттингена. Тем не менее в городе Соэга возобновил общение с бароном Вильгельмом Ведель-Ярлсбергом, с которым был знаком ещё по Гёттингену, а также постоянно писал Эсмарху в Копенгаген. Весной 1777 года он вернулся домой в Мёгельтённер.

### Копенгаген — Вена — Париж — Рим (1777—1785)

#### Депрессия
Согласно мнению А. Йёргенсена, после возвращения Георга из Германии его постиг внутренний кризис, растянувшийся на два года. Он вернулся в отчий дом в «философском настроении» (в дальнейшем меланхолия станет обычным его душевным состоянием). В первый год работал учителем и воспитателем своей сестры и младших братьев, средний из которых стал священником, а самый младший — управляющим поместьем. Георг учил их французскому и английскому языкам и впоследствии много лет переписывался с братьями; сам он пытался писать идиллии, стихи и баллады на датском и английском языках, но в конечном счёте поэтом так и не стал. Равным образом он работал над философской диссертацией о самоубийстве и посмертии (как следует из дневника его отца), но часть семейных бумаг была утрачена в результате пожара; в том числе и рукопись диссертации. Вилханд Соэга настаивал, чтобы Георг подал заявление в один из университетов, родственники предлагали Кильский. В октябре 1777 года Соэга-младший морским путём отправился в Копенгаген, куда прибыл измученный морской болезнью. Его поселили в доме у мужа покойной тёти Анны в комнате кузена Георга Николауса Ниссена. Сам Йёнс Ниссен служил в почтовом ведомстве, его вторая жена была горничной королевы Каролины Матильды; косвенное отношение он имел и к низвержению Струэнзе. Несмотря на депрессию, Георг охотно ходил в университетскую библиотеку и стал завсегдатаем Итальянской оперы. Очень проблематичным было его трудоустройство: получить место дворецкого, как у одного из дядей или Эсмарха, было невозможно за отсутствием вакансий, а против места учителя (даже частного в семье купца) возражал отец, считая его не слишком достойным для талантов сына. Весной 1778 года Георг испытывал сердечное влечение к некой барышне, имя которой не упоминалось в переписке. После резкого разрыва с ней Соэга тяжело заболел — вероятно, на нервной почве; он испытывал отвращение к своему существованию, хотя и несколько оправился к лету. Возвращение в отцовский дом в августе Георг считал унизительным для себя, а Вилханд писал в дневнике, что сын всё такой же мрачный, как и в момент отъезда в столицу.

#### Гран-тур
В октябре 1778 года Соэга был нанят домашним учителем к 15-летнему пасынку богатого помещика Якоба Брёггера в Кертеминде; предполагалось, что он должен был подготовить того к поступлению в университет и далее сопровождать в заграничном путешествии. На этой должности он продержался полгода, а переписка с друзьями (в первую очередь с Эсмархом) демонстрировала сильнейшие перепады настроения. Хозяева считали Георга чудаком, тот жаловался на их бездуховность, хотя и восхвалял терпение. В марте 1779 года Соэга был отозван из провинции, поскольку 20-летний камергер Альбрехт Кристофер фон Хайнен искал компаньона на время гран-тура, и все единодушно рекомендовали Соэгу. На Вербное воскресенье (28 марта) Соэга отплыл из Оденсе и задержался в Копенгагене более чем на месяц; вся переписка и дневник этого периода велись исключительно на итальянском языке. Путешествие началось 1 июня, по пути Соэга успел заехать к отцу. Маршрут был проложен через Киль и Гамбург к Гарцу, далее следовал через Вольфенбюттель и Гёттинген. Пребывание в университете продлилось восемь месяцев: от 7 июля 1779 до 5 марта 1780 года. Соэга нашёл, что город и университет изменились за три прошедших года в лучшую сторону. Он вновь общался с Гейне (профессор принял ученика очень тепло) и более не менял предмета научных изысканий, читал воспоминания о Винкельмане и усиленно штудировал историю искусств. В переписке многократно упоминается чтение эстетических трудов Лессинга, Гердера и Гёте, из которых предпочтение отдавалось последнему. Путешествие продолжилось в Регенсбурге, где 26 марта Соэга отпраздновал Пасху и сетовал в письмах на «бесплодие» собственного духа.
По Дунаю путешественники прибыли в Вену, дневник пребывания в которой вёлся Соэгой по-итальянски. Это был его первый объёмный литературный текст, имеющий связный сюжет. Дневник продолжался во время путешествия в Венецию и Комо, главным пунктом назначения был Рим. Там Кристофер и Соэга пробыли с 27 июня по 30 октября, далее пять месяцев заняла поездка в Неаполь (раскопки Помпей и Геркуланума оставили Георга равнодушными, гораздо большее впечатление произвели храмы Пестума). Вновь в Риме датчане прожили с 29 марта по 23 мая 1781 года. На Рождество в дневнике Соэги появляется «Эскиз к опыту по изучению древности» (дат. Skitse til et Forsøg over Studiet af Oldtiden). Далее компаньоны отправились в Турин; предстояло двухлетнее пребывание во Франции, Нидерландах и Англии, но резко изменившиеся обстоятельства на родине привели к прекращению турне. 28 мая компаньоны расстались в Турине: Хайнен напрямую отправился в Данию, а Соэга завернул в Гёттинген (Гейне настаивал, что Соэга должен заниматься только интеллектуальной деятельностью, и предлагал рекомендации) и возвратился в Копенгаген 23 июля 1781 года. По рекомендации дяди его принял министр Гульдберг и поручил разобрать нумизматические коллекции во дворце Фреденсборг — в будущем планировалось наиболее примечательные экземпляры гравировать по меди, сопроводив научным описанием. Частично там содержались и собрания самого Гульдберга. В общей сложности предприятие заняло 10 месяцев, и это была первая успешная научная работа Соэги. Он сотрудничал со скульптором Йёханнесом Видевельдтом, на эстетические взгляды которого огромное влияние оказал Винкельман. В 1786 году он иллюстрировал издание «Египетские и римские древности» с 27 таблицами, гравированными по меди; это было описание личной коллекции Гульдберга.

#### Научное путешествие. Женитьба
В письмах ноября 1781 года Соэга писал, что министр Гульдберг стал искренним почитателем его талантов и учёности, рекомендовав многим влиятельным лицам, включая премьер-министра Мольтке. Последний интересовался классическими древностями и также оценил дарования Георга. Сам учёный, завершив работу с монетами, читал Платона, причём в Копенгагене нашлось только собрание его творений, изданное в 1534 году. 22 января 1782 года Соэга подал на имя короля прошение о выплате стипендии для научного путешествия; указ об этом был издан 20 апреля по представлению кабинета министров. Соэга получил звание Studiosum philologiæ et antiquitatum для изучения древней нумизматики, с 1 апреля сроком на два года ему должны были ассигноваться 600 риксдалеров. 11 мая 1782 года Соэга был принят министром Гульдбергом и в тот же день выехал из Копенгагена.
Гульдберг составил для учёного инструкцию: Соэге предстояло шесть месяцев работать в античных собраниях Вены, девять месяцев — в Италии — и по три месяца во Франции и Германии. В Вену Соэга прибыл 5 июля, посетив по пути нумизматическое собрание Шметтау в Голштинии. Ему предстояло найти общий язык с аббатом Эккелем — первым профессиональным университетским специалистом по нумизматике. Рекомендации сразу открыли Георгу свободный доступ к коллекциям, его допускали на лекции Эккеля для избранных и даже к его архиву. Соэга целиком погрузился в науку и почти не общался ни с кем, кроме учителя, датских дипломатов и папского нунция. Окончив плановые работы, 30 января 1783 года Соэга прибыл в Рим. Здесь в течение двух месяцев он ежедневно работал с профессором Андреасом Бирком, которого знал ещё по Гёттингену, для углублённых занятий библейской текстологией и кодикологией. В первые же дни в Риме Соэга познакомился с двумя людьми, определившими его судьбу: кардиналом Стефано Борджиа и своей будущей женой Марией Петруччоли. Доходы и досуг позволили поехать в Альбано, где в дальнейшем Соэга снимал дачу на жаркий сезон; здесь же он познакомился с Кановой и Торвальдсеном.
Мария Петруччоли (1763—1807) была дочерью художника, у которого снимал квартиру профессор Бирк. По общему мнению современников, она была замечательной красавицей, «первой в Риме». Письмо библеисту от 5 апреля свидетельствует, что Соэга начал сближение с «Мариуччей», но он должен был сопровождать барона Ведель-Ярлсберга в Неаполь, где тот служил датским консулом. Соэга спешил, чтобы получить доступ в частные собрания итальянской знати. После возвращения в Рим учёный принял важнейшее для себя решение: в июле он перешёл в католическую веру и 7 августа 1783 года, в четверг, обвенчался с Марией Петруччоли (браки не-католиков были запрещены в Папском государстве). После этого он мог покинуть квартал иностранцев и переехал с женой в дом на площади Санта-Мария Ротонда. Решение об обращении было спонтанным, Соэга даже не предупредил кардинала Борджиа. Жена была готова ехать за ним в Данию, тогда как сам он, судя по переписке, был разочарован итальянской хозяйкой и считал, что ей далеко в быту до датчанок. Женитьба, по мысли Соэги, не должна была нарушить плана его командировки; более того, он делился с Эсмархом планом вернуться в лоно лютеранства в Швейцарии и обвенчаться с Марией повторно протестантским обрядом. Письмо об этом было отправлено через две недели после венчания и написано на датском языке («я устал от немецкого языка и всего германского»). Кузену он писал ещё откровеннее, что вопросы веры его вообще не интересовали, а взамен был выбор: «либо сделать девушку, которая во всех отношениях устраивала меня, навсегда несчастной, либо подчиниться общепринятой церемонии».
Кардинал Борджиа легко уговорил Соэгу провести зиму в Риме, а далее отказаться от датской стипендии и совершить на его средства путешествие в Париж. Кардинал предложил также составить для него описание египетских монументов из личной коллекции, а далее последовала работа по разбору александрийских монет римского времени, которые не были систематизированы; их легенды были на греческом языке. Составленный аннотированный каталог включал более 400 описаний с иллюстрациями, гравированными на меди; при этом в силу ряда обстоятельств он вышел в свет только в 1787 году, став первой публикацией Соэги. Весной 1784 года Соэга, оставив жену в Риме, через Флоренцию отправился в Париж, куда прибыл 12 мая «в возбуждённом состоянии духа, но истощённым физически». Он остановился у нунция князя Дориа, который добился для Георга разрешения работать со всеми коллекциями Королевского кабинета медалей. В Париже Соэга получил письмо Гульдберга, который призывал его на родину, гарантируя доброжелательный приём. Однако учёный решил вернуться в Рим, покинув столицу Франции 19 июня; кардинал Борджиа ещё более проникся к своему клиенту, узнав, что он перешёл в католическую веру и женат на итальянке. Сразу после прибытия в Рим Соэга тяжело заболел; кризис миновал только через четыре недели, а выздоровление заняло всю осень. В октябре супруги жили в резиденции Борджиа в Веллетри, где у Марии и Георга родилась дочь.
В Копенгагене тем временем враги его семейства распространяли слухи о вероотступничестве Соэги; тем не менее отец был спокоен, а Эсмарх в послании от 8 декабря рекомендовал «разрешить недоразумение». Кузен Георг 30 декабря выступал в Государственном совете и добился предоставления нового пособия в 600 риксдалеров, а далее пожизненной ренты в 800 риксдалеров в год и квартиры от государства. Письмо об этом достигло Рима 11 января 1785 года, тогда как накануне Соэга был удостоен аудиенции у Папы Римского Пия VI и получил пенсию в 300 скуди в год, что соответствует 1200 датским кронам. Кузену он написал, что здоровье отныне не позволяет ему вернуться в Данию. Только к лету Соэга подтвердил, что перешёл в католическую веру, имеет жену-итальянку и дочь. 30 июня решением датского кабинета министров выплата ему пенсиона была заморожена.

### Римский период. Творческая активность

#### «Годы спокойствия» (1785—1797)
Папский пенсион был предоставлен Соэге «до занятия должности, соответствующей ему». Кардинал Борджиа, возглавлявший Collegio di Propaganda fide, нанял его переводчиком с новых европейских языков. Через две недели, в самом конце 1785 года, Соэга арендовал дом № 44 (Каса Томати) на Страда Грегориана на Монте Пинчио, в котором прожил 24 года до самой своей смерти. Дом располагался напротив Вилла Мальта недалеко от руин Форума и церкви Санта-Мария-дель-Пополо, оттуда открывался вид на Ватикан; на Пинчио в те времена ещё росли виноградники. Жилище было не слишком удобным: например, в кабинете учёного отсутствовал камин или печь, что делало очень затруднительной работу в зимнее время и способствовало болезням. Семья Соэги относилась к приходу церкви Сант-Андреа-делле-Фратте. После 1789 года он никогда не покидал пределов Рима, не считая дачных поездок в Альбано или Веллетри. Получение постоянного дохода позволило завершить работу по египетским обелискам, и с тех пор так или иначе все публикации Соэги были связаны с Древним Египтом. В его биографии 24 римских года делятся на два периода: по 12 «спокойных» и «бурных» лет.
Папская пенсия была невелика для расходов Соэги, потому он постоянно брал оплачиваемую работу по своей специальности. Борджиа отдельно оплачивал штудии над обелисками. Соэга служил гидом для знатных путешественников, исполнил заказ английского университета на коллацию копии венецианской греческой рукописи Библии. Соэга отказался от гонорара за свою книгу о римских монетах из Египта, но весной 1788 года Борджиа передал ему готовый тираж. Чистый доход от книги, по подсчётам автора, составил 300 цехинов, что соответствовало его годовой пенсии. В Дании о нём тоже не забывали, и весной того же года он получил письмо кузена Ниссена с обещаниями преференций в будущем. Соэга часто консультировал датского консула Шланбуша, а наследный принц Фредерик с 1788 года установил ему ежегодную пенсию в 704 кроны (220 риксдалеров). Принц внёс его кандидатуру в Датскую королевскую академию изящных искусств (22 февраля 1790 года), и на выборах 29 марта 1791 года Соэга был избран её действительным членом. Он считался итальянским агентом Академии, обязан был ежегодно отчитываться о событиях в современных итальянских государствах, за что получал стипендию в 320 крон (100 риксдалеров). Несмотря на высокое положение и гарантированный доход, обычные для Соэги мрачность и страх перед будущим никогда его не оставляли. В 1790 году скончался его отец, оставив более 70 000 риксдалеров наследства, из которых на долю Соэги пришлось около тринадцати тысяч золотом. Судя по имеющимся документам, он не стал вкладывать эти деньги в процентные бумаги и постепенно их проживал, вероятно, не отличаясь практичностью. У его жены была служанка, дом был всегда открыт, и многочисленные итальянские, немецкие и скандинавские друзья неоднократно упоминали хлебосольство Марии Соэга. Впоследствии служанка Соэги — Анна Мария Маньяни — вышла замуж за профессора Удена и сделалась любовницей Торвальдсена. Зимой 1796—1797 годов в переписке упоминались малозначительные долги, которые погасили его друзья, в том числе принц Эмиль Августенборгский.
Семейная жизнь Соэги не была счастливой. В Риме он подхватил малярию, которая однажды привела его на грань смерти. За 23 года брака с Марией она родила 11 детей, из которых трое появились на свет мёртвыми, пятеро умерли в детстве, в том числе три сына, а до совершенных лет дожили трое: дочери Эмилия и Лаура и сын Фредрик Сальватор. В первые годы совместной жизни Георг многократно восхвалял мягкость характера и терпение Марии, которые были полностью противоположны его мрачности, нетерпению и взрывному настроению. Кроме того, Соэга постоянно мучался в Риме ностальгией по Дании, которая подпитывалась постоянным стремлением соотечественников вернуть его на родину. Со временем настало охлаждение; Мария оставила детей на попечение слуг и вела светский образ жизни. Наличие у замужней дамы кавалера в Италии того времени не считалось противоречащим правилам морали. В переписке с Фридерикой Брун и своими братьями Соэга жаловался, что так и не смог культурно адаптироваться в Италии, считал римлян «легкомысленными и ненадёжными». Кроме кардинала Борджиа, у него не было друзей-итальянцев, которые бы серьёзно относились к науке о древностях. В 1790-е годы Соэга позволял себе недвусмысленную критику католического духовенства и папской цензуры, которые противоречили любой свободной интеллектуальной деятельности.
В 1794 году возник план устроить Соэгу профессором Кильского университета с жалованьем 800 риксдалеров в год; Киль был ближе к интеллектуальным центрам Европы и лучше по климату, чем Копенгаген. Далее Соэгу прочили на должность Королевского датского антиквария, но ко времени Итальянского похода Наполеона в этом отношении так ничего и не было сделано.

#### «Бурные годы» (1797—1809)
Сильным потрясением для Соэги стал Толентинский мир 19 февраля 1797 года, который санкционировал вывоз произведений искусства из Папской области во Францию. В коллекцию Лувра поступили 153 статуи, 219 рельефов и бюстов, 145 ваз и фризов и множество других предметов. Из-за выплаты контрибуции, обязательства папского казначейства по выплате жалованья и пенсий были урезаны наполовину. В это время в Риме находились принц Эмиль Августенборгский с дипломатом Эдмундом Бурком, которые пользовались услугами Соэги как гида. Далее он служил чичероне для графа Равентлова, супругой которого была сестра министра финансов Дании. Они убедили учёного подать прошение на королевское имя с просьбой о Высочайшем покровительстве, без уточнения обстоятельств. Этот документ был датирован 30 августа 1797 года и зачитан в Государственном совете 10 января 1798 года. Было решено предоставить Соэге должность королевского консула в Риме с жалованьем 300 риксдалеров (960 крон), а из уважения к его научным заслугам была учреждена ежегодная пенсия в 300 риксдалеров, которая далее перешла к дочери, вплоть до её кончины в 1868 году. В указе о консульском назначении от 24 апреля жалованье Соэге было поднято до 400 риксдалеров; старшинство было установлено от 17 февраля. В марте 1797 года по рекомендации Фридриха Мюнтера состоялось знакомство Соэги со скульптором Бертелем Торвальдсеном, который в дальнейшем станет одним из ближайших друзей учёного.
После французского захвата Рима зимой 1797—1798 годов (спровоцированного убийством генерала Дюфо папскими гвардейцами) переписку с родными Соэга стал вести на итальянском языке. Он описывал создание Римской республики 15 февраля 1798 года и насаждение на Капитолии «Древа свободы». Вероятно, его захватили революционные настроения, и он с гордостью писал, что стал настоящим римским гражданином. Учёный был избран во вновь созданный «Instituto nazionale» по секции истории и антиквариата (в списке он значился как Giorgio Zoega), в котором стал единственным «ультрамонтанцем» из сорока его членов. Впоследствии ему пришлось давать объяснение датскому правительству, поскольку инаугурационная клятва включала проклятия тирании и монархии. Соэга активно участвовал в работе Института, читал доклады об античной мифологии и интерпретации античных барельефов. Однако 8 марта 1798 года его главный покровитель кардинал Борджиа был арестован, выслан в Падую, а его имущество было конфисковано. Соэга, пользуясь положением консула, запросил для него датскую пенсию как «достойному мужу, многолетнему покровителю датчан в Риме». Королевским постановлением от 29 августа 1798 года кардинал получал единовременную субсидию в 200 риксдалеров и пенсион в 800 риксдалеров в год. Подобные действия привели к тому, что после захвата Рима неаполитанцами датский консул 18 октября был любезно принят новой властью, а далее постоянно писал в датское Министерство иностранных дел, с научной обстоятельностью составляя политические и коммерческие отчёты, анализируя курсы валют и так далее. В 1801—1802 годах Соэга добился учреждения двух вице-консульств в Анконе и Чивитавеккье, отдельных для Дании и Норвегии, находившейся под властью датчан.
После наступления XIX века настроения Соэги изменились. Он раздражённо писал, что нельзя совместить торговлю и занятия древностями. В это время куратор Кильского университета Фредрик Ревентлов вернулся к проекту вернуть Георга на родину, предоставив ему доцентуру по классической филологии. Прошение королю было подано 18 марта 1801 года; это совпало с восстановлением переписки между Соэгой и Эсмархом, прерванной семнадцатью годами ранее. Указом 14 апреля 1802 года Соэга был назначен профессором археологии и библиотекарем Кильского университета с суммарным жалованьем 1000 риксдалеров в год (500 — профессорство, 400 — в библиотеке, 100 — компенсация от налоговых вычетов), а также единовременной субсидией в 800 риксдалеров на переезд. Среди бумаг Соэги сохранилась лекция о греческой мифологии на немецком языке, несомненно предназначенная для университета. Однако у профессора произошёл приступ лихорадки, кроме того, кардинал Борджиа и жена Мария были резко против переезда. Правительство разрешило отложить вступление в должность на следующий год, о чём персонально хлопотал Борджиа. И в 1803 году Соэга не покинул Рима, а 23 апреля 1804 года подал прошение наследному принцу о сложении с себя профессорской должности, обосновывая это слабостью здоровья, нежеланием расставания с женой и заботой о датских учёных в Риме. В ответ 25 мая был издан указ о закреплении за Соэгой профессорского жалованья в 500 риксдалеров, а решением короля от 24 августа было добавлено и жалованье библиотекаря с пожеланием «найти в Риме пользу для филологической и археологической науки». Тогда же университету были компенсированы расходы на жалованье Соэге; консульские обязанности Соэги в Риме были переданы датскому посланнику в Неаполе барону Шубарту и вице-консулу Анконы. Сохранилось письмо скульптора Торвальдсена Шубарту, в котором сообщалась великая радость «нашего доброго и достойного Соэги» по этому поводу. В личном письме неназванному другу (начало письма не сохранилось) Соэга утверждал, что королевское решение было истинным сюрпризом. Летом он был поражён глазным и желудочным заболеваниями, а жена постоянно укоряла, что он должен был жениться на датчанке. Депрессия ещё более усилилась с кончиной кардинала Борджиа, последовавшей во Франции 23 ноября 1804 года на пути в Рим с коронации Наполеона, на которую тот был приглашён. Обязанности по отношению к Соэге продолжил исполнять племянник покойного Камилло Борджиа, который был связан и с датской дипломатической службой.
Именно в этот период Соэга обратился к коптологии и занялся составлением каталога египетских рукописей в собрании Борджиа. В январе 1807 года у Соэги развилось сердечное заболевание, усугублённое кончиной жены 6 февраля; 51-летний вдовец называл себя в письмах «стариком». Борджиа привлёк учёного к работе с Пиранези для выпуска альбома с прорисовками римских рельефов, представляющих античную повседневность. 16 марта 1807 года с Соэгой заключили контракт на год с жалованьем 5 скуди за каждый выпуск гравюр с пояснительным текстом. Это помогло пережить депрессию и активизировало учёного, который делился радостью со всеми корреспондентами; он даже отказался провести лето с бароном Шубартом в Пизе. В общей сложности публикация продлилась до его кончины, всего было опубликовано 115 гравюр, последняя — без пояснительного текста, который Соэга не успел написать. Однако выпущенные тома составили не более двенадцатой части того, что было задумано.
Депрессия Соэги вернулась, когда он получил известия об отказе Дании от нейтралитета и последовавшей английской бомбардировке Копенгагена; подробности сообщил Торвальдсен, только что прибывший в Рим. Однако в Вечном городе цензура не пропускала политических газет и журналов, и античные штудии постепенно успокоили учёного, который остался равнодушен к наполеоновским завоеваниям. Война четвёртой коалиции вообще не упоминалась в его переписке, на что негодовали некоторые немецкие друзья. Зиму 1808 года Соэга пережил с трудом: на Рождество в Риме были сильные холода, болели дети. В письме от 28 декабря он с отчаянием восклицал, что «в блаженном неведении …не сознавал, что изучение древностей — всего лишь род развлечения, возможно, пустая трата времени».

#### Кончина и наследство
Болезнь обострилась в 1809 году, с 1 февраля Соэга уже не вставал с постели. Несмотря на усилия доктора Лупи, который жил в его доме и круглосуточно следил за больным, состояние не улучшалось. Постоянной сиделкой Соэги стал Торвальдсен, который фиксировал последние его дни в дневнике, много помогали также художники Валь и Лунд. За две недели до кончины учёного приняли в членство Ордена Данеброг на общем собрании рыцарей. Умирающего соборовали приходской священник и монах-капуцин. Свой последний час Соэга встретил в полном сознании и тихо скончался на рассвете 10 февраля, в пятницу перед Великим постом. Торвальдсен снял посмертную маску, по которой создал профильный рисунок, впервые помещённый во второй том издания барельефов. Тело было выставлено в церкви Сант-Андреа-делле-Фратте и после мессы захоронено прямо на месте, без обозначения могилы (в той же церкви были погребены Ангелика Кауфман и Рудольф Шадов). Некрологи были опубликованы датским эллинистом Нильсом Иверсеном Скоу, а также начинающим дипломатом Андреасом Кристианом Герлевым и французским полиматом Арсеном Тибо де Берно.
Детей Соэги взяли на воспитание итальянские и датские друзья его семьи (Брун и Лабруцци). Его библиотека была оценена в 136 скуди, но распродана только за 56. Торвальдсен оплатил долги в размере 343 скуди и 313 скуди расходов на похороны. В доме Соэги нашли 3200 скуди наличными, которые передали банкиру Саверио
Шультейсу для обеспечения детей антиковеда; опека была оформлена на дядю покойного Карла Соэгу из Стендерупарда. Архив учёного был выкуплен датским государством указом от 2 сентября в обмен на выплату пенсиона отца в пользу его детей. Сын Фредерик должен был получать 500 риксдалеров до совершеннолетия, дочери Лаура и Эмилия — по 200 риксдалеров до замужества, им также гарантировалось по 1000 риксдалеров на приданое. Все эти условия были полностью выполнены. Лаура скончалась в возрасте 23 лет, вступив в неудачный брак с пизанцем. Эмилия никогда не была замужем и жила на государственную пенсию до своей кончины в 1868 году. Фредерик Сальватор Соэга обучался в тосканской академии в Прато, которая тогда считалась лучшей в Италии, далее учился в университетах Гёттингена, Гиссена и Парижском на химика. Его пенсион королевским указом был продлён на пять с половиной лет и в 1828 году по заслугам отца заменён на пожизненную пенсию в 300 риксдалеров, которая выплачивалась вплоть до кончины Фредерика Сальватора во Франции в 1870 году.

## Интеллектуальная деятельность

### Научная генеалогия. Морфологический метод
В истории археологической науки Соэга остался как «наиболее значительный учёный поколения, следующего за Винкельманом». Лев Клейн проследил «генеалогию» интеллектуальной преемственности Соэги, которая шла по линии превращения антикварианизма в археологию в стенах немецких университетов. Учитель Соэги — Христиан Готлиб Гейне — не был прямым учеником Винкельмана, однако его собственный наставник Иоганн Крист впервые в Германии стал читать курсы по истории искусства. Сам Гейне начал курс «археологии искусства» в Гёттингене с 1767 года, его студент Иоганн Эрнести начал вести занятия по «археологии литературы» в Лейпцигском университете. Прямым учеником Соэги был Фридрих Велькер, который, в свою очередь, воспитал Генриха Брунна и Иоганнеса Овербека.
В немецкой университетской среде XVIII века постепенно менялось отношение к классической филологии, которая начала отделяться от гуманистического антикварианизма примерно ко времени переезда в Рим Соэги. Филологи того времени сосредоточились на вопросах герменевтики, стихотворной метрики, литературного стиля; прежние антиквары стремились к реконструкции древности в целом, воспринимаемой как единое пространство всех наук. В Италии же антикварианизм оставался уважаемой научной дисциплиной, в рамках которой филологи занимались реконструкцией и интерпретацией античных текстов, восстановлением исторической лексики и синтаксиса. Иными словами, даже в первые десятилетия XIX века римские филологи мало отличались по роду занятий от их коллег XV столетия, для которых язык был лишь элементом целокупного культурного пространства. Однако антиквары, поглощённые обмерами памятников, описанием глиптики, монет или типов вазописи, замкнулись на сфере античных институтов и обычаев, а гуманисты, выпускники иезуитских коллегий, сосредоточились на латинских текстах. Немногие учёные, занимавшиеся эллинскими штудиями, постепенно смыкались с востоковедами.
По мнению датского археолога Кнуда Фриса Йёхансена, на выбор Соэгой предмета своего изучения — материальных остатков и предметов искусства — повлияли сугубо внешние обстоятельства. Как и все антиквары своего времени, он интересовался литературой: судя по переписке, в 1789 году планировал комментированные издания орфических гимнов и гимнов Прокла как источников по истории религии, но не смог реализовать задуманного. У него не было средств на собирание собственной библиотеки: в доме было немного книг, тогда как в Риме того времени не существовало временной книговыдачи, а библиотеки работали только в определённые часы и закрывались по многочисленным церковным праздникам. Полевые обмеры и описание коллекций Борджиа делали учёного независимым от имевшейся в Вечном городе научной инфраструктуры; по богатству содержимого собрание его патрона было уникальным в Европе того времени.
Шотландско-американский культуролог Лайонел Госсман рассматривал учёных поколения Винкельмана — Соэги — Шампольона в контексте романтической историографии. Согласно его мнению, Винкельман искал (и нашёл в Античности) «истинный, прекрасный и нетронутый образ Самости», созерцание которого было как высшей целью, так и богатейшим источником вдохновения. Соэга, будучи сыном протестантского пастора, рассматривал объект исторического исследования как лежащий за пределами видимого и чувственно воспринимаемого мира, от которого остались лишь фрагментарные материальные и текстовые остатки, едва поддающиеся интерпретации. Египет интересовал его и как пример культуры, ближе находящейся к первоначальному Божьему творению, истинному Откровению, отделённому от современного Соэге человечества почти непреодолимой пропастью. Археология требовала от него в буквальном смысле раскапывания прошлого, поскольку, в духе Просвещения, Соэга полагал прошлое доступным для чувственного восприятия. Фридрих Велькер сообщал в своей биографии, что Соэга долгие часы проводил в гробницах и катакомбах Вечного города, «безмолвно беседуя с царством Персефоны». Трактат Соэги об обелисках в значительной степени был посвящён древним погребениям.
По мнению Велькера, если Винкельмана интересовало выражение в искусстве (прежде всего в скульптуре и поэзии) духа и воображения создавшего его народа, то Соэга пытался найти трансцендентную реальность за пределами преходящей телесной формы. Соэга считал, что внешние формы — это своего рода символический шифр, и утверждал, что понимание античной греко-римской культуры будет искажённым, если отсечь её от религиозных культов, в том числе заупокойных. Винкельмановская Греция для него была поздним творением, основанным на подавлении изначальной первобытной мудрости, которую необходимо и возможно реконструировать по позднейшим превращённым формам. По мнению Л. Госсмана, именно этот подход роднил Соэгу с Шампольоном, который внимательно изучал работы Соэги над иероглифами. Соэга ставил перед собой задачу дешифровки древнейшего языка (в данном случае египетского), ассоциируемого с Божественным творением. Этот язык был вытеснен современными, а мир, который учёный описывал, отличался от современного и был несовместим с ним, но при этом древняя реальность и описывающий её язык не являлись непознаваемыми, хаотическими или неупорядоченными. Напротив, чем глубже в древность, тем совершеннее, практичнее и рациональнее было искусство и литературный язык, «когда поэзия не уступала в ясности прозе». Если Винкельман утверждал, что искусство египтян было ущербным по сравнению с классической Элладой, то Соэга пытался продемонстрировать, что оно ничем не уступало классическому эстетическому канону. Это проистекало из его общей просвещенческой установки, что чем ближе духовное око к изначальному божественному творению, тем более гармонии и порядка можно отыскать.

### Соэга и Христиан Гейне
Наиболее тесное общение между Соэгой и профессором элоквенции Христианом Гейне в Гёттингене продолжалось с апреля 1773 по лето 1776 года, когда датский студент посещал лекции и семинары по римским и греческих древностям, о Пиндаре, об истории римской литературы и об «Одиссее» Гомера. В 1779 году он также посещал семинары Гейне по археологии, которые в те времена были уникальными, ибо отсутствовали в учебной программе прочих европейских университетов. Постоянная переписка учителя и ученика велась после 1780 года в Риме, когда Соэга свидетельствовал, что Гейне прислал ему опросник, который можно было заполнить, только осматривая соответствующие памятники. Эти исследования Соэга именовал «антикварианскими» (нем. antiqvarische Studium) и в том же контексте неоднократно упоминал высочайший уровень уважения, который внушал ему учитель с его «проницательным философским взглядом и безмятежным духом». Личная встреча с Гейне произошла в июле 1781 года, во время очередного визита в Гёттинген. В письме отцу исследователь указывал, что именно эти беседы с учителем сыграли ключевую роль в определении его жизненного призвания. Соэга понимал, что наука археологии ещё не создана, и её конкретную цель только предстоит сформулировать. Гейне, сформулировав для себя исследовательский план, давно подыскивал подходящего молодого учёного, «чей дух мог бы следовать за его собственным, не связанным предрассудками, и в то же время исполненного достаточного энтузиазма, чтобы посвятить все свои силы исключительно науке». Соэга дал клятву осуществить столько же, сколько окажется в силах исполнить, поскольку уже со времени первого путешествия в Италию склонялся к исследованию древности.
После 1784 года переписка Соэги и Гейне становится эпизодической. Однако в октябре 1789 года Соэга известил учителя о выходе в свет своего каталога александрийских императорских монет эпохи Древнего Рима из коллекции Борджиа. Гейне прислал в ответ длинное письмо, в котором полностью приветствовал переход Соэги к египетской археологии и, как обычно, советовал литературу. Впрочем, в последующей переписке возобладал критический подход. Гейне укорял Соэгу, что тот слишком доверяет источникам греко-римской эпохи, тогда как утрата смысла египетских иероглифов не позволяет перепроверить сведения, приводимые позднейшими авторами. Впрочем, книгу об обелисках Гейне признавал произведением истинного эрудита и знатока древностей. Так же высоко учитель оценил книгу Соэги о римских барельефах, которую провозгласил «обетованием новой эры в искусствоведении».
Немецкий археолог Даниель Греплер обращал внимание на то, что, несмотря на постоянно выражаемое в переписке почтение к Гейне, Соэга почти не цитировал его в своих собственных трактатах. Только однажды упоминались его комментарии к Аполлодору и его трактаты о мумиях. Возможно, это объяснялось недоступностью работ Гейне в Риме. Не сохранились и конспекты лекций Гейне, выполненные Соэгой; вообще отсутствуют источники, которые могли бы показать в деталях степень восприятия идей учителя Соэгой. Тем не менее сопоставление научного наследия Соэги и Гейне позволяет сделать ряд выводов. В первую очередь Соэга усвоил идею Гейне, что археологические свидетельства позволяют транслировать те сведения, которые не отразились в письменных памятниках. Однако со временем у Гейне развился гиперкритицизм в отношении письменных источников, который Соэга стремился преодолеть сопоставлением выводов искусствоведческого и вещеведческого анализа и критики письменных источников. Гейне выступал с позиции установления достоверности исторических фактов и строгой рациональности выводов, вообще отрицая важность гипотез, основанных на «фантазиях». В этом отношении он предвосхищал гиперкритицизм позитивистов XIX века. При этом он оставался на позициях антикварианизма, поскольку представлял знание о древности как каталог всех мыслимых сведений о прошлом. Соэга подхватил эту идею, стремясь создать словесно-визуальное описание всех римских древностей, к которым постепенно будут присоединены описания всех остальных античных памятников. Данная задача продолжает реализовываться классическими археологами и в XXI веке.

### Георг Соэга как искусствовед

#### Агент академии изящных искусств
В период 1790—1801 годов Соэга регулярно отправлял отчёты о современном состоянии искусства (в том числе о памятниках, найденных при археологических раскопках) в Италии для королевской Академии изящных искусств в Копенгагене. Сохранилось 45 таких документов, написанных на датском языке; в Дании они регулярно распространялись среди всех заинтересованных лиц, многие из них даже публиковались в копенгагенском журнале «Минерва» в течение 1798—1799 годов. В протоколах Академии за указанный период отмечено обсуждение 37 отчётов, в том числе таких, которые не сохранились в архиве учёного. В 1789 году Соэга получил звание иностранного корреспондента наследного принца Фредерика, который был президентом Академии изящных искусств, при этом выбор предметов описания оставался сугубо на его усмотрение. Первый отчёт был датирован 10 февраля 1790 года, итоги его обсуждения стали формальным основанием для избрания Соэги действительным членом Академии. В следующие десять лет учёный регулярно навещал мастерские римских художников — итальянских и иностранных — и посещал каждую публичную художественную выставку. Из переписки выясняется, что отчёты Соэга был обязан писать на датском языке. Жалуясь на отсутствие в родном языке искусствоведческой терминологии, он настаивал, что должен писать по-немецки, в чём ему было отказано. Равным образом, он откровенно признавался в дилетантизме, что не являлось только формой вежливого самоуничижения в переписке с высочайшей особой.
В критических текстах Соэга всецело использовал метод и лексикон Винкельмана и Менгса. Он оценивал произведения искусства с точки зрения эстетики неоклассицизма, используя понятия «формы», «выразительности», «истинности», «простоты», «технического совершенства». Искусствовед Еспер Свеннигсен утверждал, что корреспонденции Соэги «кажутся хрестоматийными примерами неоклассической художественной критики». При описании произведений живописи английского художника Хью Робинсона Соэга жаловался на отсутствие чёткости линий и нарушение принципа несмешиваемости красок, а также сетовал, что современные ему римские художники не следуют принципам, заложенным Рафаэлем. Очень высоко оценивались скульптуры Антонио Кановы: «Среди итальянцев Канова — единственный, в творчестве которого мы находим следование равно природе и античному образцу в сочетании со вкусом, изобретательностью и искренним чувством». Впрочем, «Ясона» Торвальдсена, изваянного позднее, Соэга считал и своим «триумфом». Французское искусство не нравилось Соэге, который находил в нём чрезмерную «театральность»: аффективность и болезненную элегантность, отсутствие благородства, свойственного эллинскому искусству. Своё эстетическое кредо Соэга выразил в описании произведений Ангелики Кауфман: произведение должно быть не только безупречным с точки зрения техники, цвета и композиции, но соответствовать исторической правде и «приличиям». Соэга-учёный не упускал возможности раскритиковать произведения искусства с позиции исторической науки: так, ему очень не нравились надгробья в форме пирамиды, встроенной в стену. В картинах Иоганна Шмидта учёного раздражало то, что живописец вместо чтения греческих первоисточников («вживания в обычаи и образ мышления древних») обратился к энциклопедии и занялся «странным фантазированием». Из этого и многих иных примеров Соэга делал парадоксальный для того времени вывод, что классическая мифология и древняя история — малоподходящие предметы для современных художников. Эта идея стала центральной для отчёта, датированного 17 апреля 1793 года; одновременно это единственный эстетический манифест Соэги, в котором он теоретизировал по поводу искусства. Уточнив предшествующую мысль, что подражание греческому искусству осуществляется самым поверхностным образом, без учёта контекстов и разницы между условиями жизни в Древней Элладе и современной Европе, учёный заявил, что новоевропейское сознание и эстетическое восприятие восходит к средневековому и продолжает именно его. При этом Античность и Средневековье в равной степени чужды современному человеку. Это был прямой разрыв с наследием Винкельмана: хотя Соэга и признавал, что следование античному канону сделало живопись и скульптуру эстетичнее, «слепое копирование древних образцов заставляет нас потерять больше, чем обрести». Иными словами, учёный-искусствовед осознавал разницу формы и содержания, которые как раз для Античности были неразделимы. Он в полной мере обладал историческим сознанием и утверждал, что историческое развитие заключается в умственном прогрессе, что неизбежно означает, что новоевропейская культура и наука во всём обогнали Античность. Интерес к Средневековью делает Соэгу одним из предшественников романтического искусства и критики. Как отмечал Е. Свеннингсен, «в некотором смысле идеи Соэги появились в нужное время, — но не в той стране и не на том языке». Он предположил, что если бы тот писал на немецком языке, то ныне считался бы одним из главных теоретиков искусства рубежа XVIII—XIX веков.

#### Античные барельефы
Соэга занимался изучением античного искусства примерно с 1791 года. Мраморные скульптуры, как и для Винкельмана, являлись для него предельной формой выражения классического античного духа. Для учёного-систематизатора главной задачей оказалось разработать типологию изобразительного ряда римских барельефов. Избрание барельефов, а не круглой скульптуры объяснялись его теоретическими взглядами: статуя по своей природе выражает единую идею и настроения, представляя собой «разовое откровение прекрасного». Барельеф гораздо ближе к живописи, ибо воспроизводит повествование о некой ситуации, позволяя проводить содержательный анализ. При этом барельеф воплощал всю полноту античного искусства: красоту формы, художественность композиции, поэтическую идею и философию мифа. Стимулом для работы послужило знакомство с ганноверским дипломатом, выпускником Гёттингенского университета Эрнстом Мюнстером. В июне 1794 года по его заказу Соэга написал на итальянском языке статью об анализе мифологических понятий Тихе и Немезиды; она была опубликована Велькером в немецком переводе в издании 1817 года. Здесь в полной мере проявился синтез филологии и искусствоведения, характерный для Соэги: он активно применял исследования античных изображений. Аналогичная работа была проделана в 1797—1798 годы для интерпретации рельефов на постаменте для мраморного жертвенника из музея Пио-Клементино; она также вошла в публикацию Велькера. Центральное место в этой работе занимал анализ мотива представления души-Психеи в образе бабочки. Тогда же Соэга заинтересовался иконографией Митры, о которой докладывал на заседаниях Национального Римского института 21 и 26 мая 1798 года (третьего и восьмого прериаля VI года Республики). Исследователь связывал митраизм с орфическими культами. «Диссертации» Соэги о Митре и о Ликурге были опубликованы в Дании в 1801 году (статья об иконографии Ликурга датировалась тем же годом), а затем Велькер перевёл их на немецкий язык.
Генеральная работа по римским барельефам создавалась Соэгой на итальянском языке. Как и в случае с публикацией книги об обелисках, работа чрезмерно затянулась из-за сложностей с гравированием изображений. Соэга планировал создать генеральный каталог всех рельефов на всех памятниках Рима, причём археологические объекты выстраивались по алфавиту. В опубликованных томах речь шла о Палатине и Вилле Альбани, описания этих памятников позволили датскому учёному вернуться к проблемам мифов о Митре, Кибеле и Геракле.

### Нумизматика
Среди опубликованных Соэгой трудов лишь один полностью посвящён нумизматике — «Numi Aegyptii imperatorii». По мнению Даниэлы Уильямс и Бернарда Войтека, даже в XXI веке по охвату материала и ценности комментариев компендиум учёного XVIII века сохраняет ценность для исследователей александрийских монет римского времени. В этом томе хватает автобиографических пассажей, в которых раскрываются подробности возникновения интереса к этой дисциплине и путей приобретения профессионализма. Одним из важных источников сведений о деятельности Соэги как нумизмата являлась его переписка с Фридрихом Мюнтером, которая велась в 1785—1808 годах. При всей её обширности она в основном посвящена требованиям Мюнтера, для которого Соэга служил комиссионером и агентом (как впоследствии для Кристиана Рамуса). Немалое место занимали также обмен мнениями о технологии чеканки, проблемы идентификации монетных дворов античности и другие темы, не выходящие за круг стандартных интересов антикваров. Личное знакомство с Мюнтером состоялось ещё в 1779 году, при посещении его дома Соэга сильно увлёкся сестрой Фридриха. В дальнейшем Мюнтер оставался верным другом, который всегда отстаивал интересы Соэги на родине.
Учителем и наставником в области нумизматики для Соэги явился Иоганн Эккель, с которым они совместно работали с 5 июля по 4 декабря 1782 года. Ещё до знакомства с ним Соэга сформулировал ряд своих основных подходов к исследованию античных монет: молодой учёный утверждал, что в его время остро не хватало исследований общего характера и каталогов монет разных типов, тогда как существующие издания рассматривали примечательные или наиболее редкостные экземпляры. Монеты с греческими надписями были исследованы в минимальной степени. Это требовало составления общей типологии распространённости монет и в последующем публикацию общего каталога на основе критического сопоставления материалов больших европейских собраний. Научная командировка Соэги была связана именно с этой работой. Эккель к моменту прибытия в Вену Соэги уже успел сделать себе имя трактатом Numi veteres anecdoti (1775) и сводным каталогом венского монетного собрания, изданным в 1779 году. В этих компендиумах монеты австрийской императорской коллекции были сгруппированы по географическому принципу и представлены в хронологическом порядке. Метод позволил объединять продукцию монетных дворов, расположенных в исторических регионах и на средиземноморских островах.
В период работы с Эккелем Соэга проводил в венском мюнц-кабинете по шесть часов в сутки, обыкновенно обрабатывая монеты одной группы за один раз; для руководства служили неопубликованные материалы обобщающего каталога Doctrina numorum veterum, предоставленные учителем, а также рукопись его введения в нумизматику для студентов. Соэге было позволено увезти неопубликованный учебник Эккеля «Kurzgefaßte Anfangsgründe zur alten Numismatik» в Рим, он предоставлял универсальный метод построения и изучения любой нумизматической коллекции. Однако в силу жизненных обстоятельств Соэги переписка с учителем возобновилась только в 1785 году. Соэга стал одним из главных профессиональных контактов в корреспондентской сети Эккеля; они обсуждали широкий круг вопросов нумизматики и эпиграфики, обменивались информацией об археологических раскопках на всей территории Италии, в том числе в Габиях. Соэга охотно делился рисунками и описаниями коллекций кардинала Борджиа, с которыми постоянно работал, делился подсчётами числа поездок в Египет императора Адриана, исходя из монетных легенд. Именно из переписки с Эккелем можно узнать, когда именно Соэга принял решение расширить предмет своих изысканий, перейдя от монет к реконструкции египетской религии (монеты со священными изображениями и формулами были отправной точкой); учитель тщетно пытался вернуть его «на путь истинный». Вероятно, начало издания восьмитомного введения в изучение древних монет Эккеля Doctrina numorum veterum, начатого печатанием в 1792 году, также не могло стимулировать нумизматических исследований Соэги. Переписка между ними оборвалась в 1794 году как раз после выхода четвёртого тома, посвящённого александрийским монетам.
Находясь в Риме, в июне 1783 года Соэга получил предложение кардинала Борджиа привести в порядок его коллекцию греческих монет. В письме отцу Георг отмечал, что они лежали нерассортированными в нескольких пакетах. Выбор темы публикации — александрийских монет эпохи императорского Рима — был следствием желаний Стефано Борджиа, о мотивах которых ничего не известно. Французский историк искусства Лоран Брико проводил аналогии с Джованни Нанни да Витербо — монахом-доминиканцем, секретарём Папы Римского Александра VI Борджиа, который стремился опровергнуть влияние греческой культуры на развитие Древней Италии и противопоставлял грекам египтян. Опираясь на Диодора Сицилийского, Джованни Нанни писал о путешествии Осириса-царя в Италию и выводил топоним «Апеннины» от имени бога Аписа; семейство Борджиа, согласно его выкладкам, происходило от египетского Геракла, сына Осириса. Этот миф иллюстрировала фреска Пинтуриккьо в Ватикане с изображением пирамиды, Исиды и Осириса, а также быка Аписа. Предложение кардинала было принято, так как Соэга в тот период ещё не думал оставаться в Риме, а на родине ему прочили должность куратора королевского минц-кабинета. В конце 1783 года в коллекцию Борджиа поступило существенное пополнение монет из Египта, что увеличило собрание на треть. Новое пополнение последовало в 1785 году из коллекции монастыря Сан-Бартоломео аль-Изола Тиберина и так далее.
Каталог александрийских монет никогда не был самоцелью Соэги, который рассматривал его как источниковедческую основу к задуманному им исследованию египетских корней истории человеческой культуры. В 1784 году кардинал командировал Соэгу во Флоренцию, Турин и Париж, где тот нашёл множество ранее неизвестных египетских монет периода от Марка Антония до Траяна, которые пополнили его каталог. В Париже Соэга имел возможность общаться со знаменитым аббатом Бартелеми, который был известен как автор «Путешествия юного Анахарсиса» и работ по дешифровке финикийского и пальмирского письма. Соэга понимал, что ему придётся составить новый компендиум, размером в четыре или пять раз более объёмный, чем подготовленный им в Риме, с новой системой нумерации и корпусом примечаний.
Вышедший в 1787 году том «Numi Aegyptii imperatorii prostantes in museo Borgiano Velitris» включал 404 страницы текста и 22 таблицы с гравированными образцами монет. В предисловии Соэга описал 48 использованных источников. Собственно каталог, объёмом 345 страниц, включал описание 3560 монет. Лоран Брико отметил, что вышедший в 1974—1983 годах пятитомный каталог А. Гейзена и В. Вайзера, посвящённый именно александрийским монетам («Katalog Alexandrinischer Kaisermünzen der Sammlung des Instituts für Altertumskunde der Universität zu Köln»), не превосходил по объёму публикации Соэги, включая 3421 единицу описаний. Соэга выстроил классификацию по хронологии царствований, помещая монеты с изображениями императриц после их мужей. Первые образцы относились ко времени Марка Антония (все из Парижа), последние — из коллекции Поукока — Лициния. Образцы из коллекции Борджиа обозначались отдельно римской нумерацией. После описания монет следовал список египетских городов и номов в порядке появления на монетах, таблица соответствий лет правления императоров, соответствия римского и христианского юлианского календаря, а также приложение с добавлениями, исправлениями и иллюстрациями. Структура каталога Соэги стала образцовой для последующих изданий. Первая рецензия вышла в августе 1788 года в издании «L'Esprit des journaux francois et étrangers» и может быть охарактеризована как «восторженная». Эккель также высоко оценил точность описаний Соэги и его стремление учесть и опубликовать все мыслимые варианты изображений, легенд и прочего, провести типологию римских провинциальных монетных дворов. Впрочем, Эккелю показалась сомнительной идея Соэги использовать аллегорический метод для трактовки монетных изображений, посвящённых египетским культам и мифологии. Здесь Соэга выступил последователем Афанасия Кирхера и Марсилио Фичино.

### Египтология

#### Обращение к исследованиям Египта
Датский египтолог Томас Кристиансен по материалам архива Соэги относил его первые подходы к исследованию Египта к периоду 1781—1782 годов. Обучение в немецких университетах сформировало в Соэге решимость стать антикваром; этой же цели служило его научное путешествие. В инструкции министра Гульдберга упоминались и «египетские идолы». Коллекция, в которой имелось 35 древнеегипетских предметов, частью поступивших от Карстена Нибура, упоминалась в дневнике Соэги от 15 апреля 1782 года, в записи речь шла о подготовке каталога собрания министра. Вероятно, хотя источники умалчивают об этом, Соэга многое почерпнул от художника Видевельдта, который перенял интерес к египетскому искусству от Пиранези. Когда Видевельдт в 1786 году опубликовал иллюстрированный каталог собрания Гульдберга, в предисловии речь шла о важности максимально точной передачи объектов на иллюстрациях, без искажений или умозрительной «реставрации», — идея, постоянно упоминаемая Соэгой в его собственных трудах. Судя по косвенным данным, Соэга мог присутствовать в анатомическом театре Копенгагена 11 декабря 1781 года, когда профессор Брюнних развернул мумию из собрания Гульдберга. Стипендия, присуждённая Соэге, выплачивалась прежде Николаю Кристоферу Каллу (1749—1823), с семьёй которого Соэга дружил в Копенгагене. Вторым получателем был Андреас Вид, который изучал в Риме эфиопский и коптский языки и первым из учёных-датчан стал клиентом кардинала Стефано Борджиа. Стипендиатом правительства зимой 1781—1782 годов был Якоб Кристиан Адлер, который изучал куфические монеты и коптские рукописи в собрании Борджиа. У кардинала Борджиа работал и Андреас Бирк, занимавшийся египетскими библейскими рукописями, который познакомил Соэгу как со Стефаном Борджиа, так и с будущей женой Марией Петруччоли. Находясь в самом начале пути в Рим, Соэга открыл на Фюне два египетских саркофага, использовавшиеся местными жителями как поилка для лошадей; объекты были приобретены историком Абрахамом Каллом. Таким образом, Египет как предмет изучения занимал Соэгу ещё до того, как он обосновался в Риме.

#### Египетская коллекция Борджиа
Соэга оказался первым учёным, который специально рассматривал египетскую коллекцию Борджиа как единое целое. Ныне она является ядром Египетского отдела Национального археологического музея Неаполя. В источниках кардинал Стефано Борджиа описан как активный церковный деятель, который не всегда поддерживал мирные отношения с папой Пием VI. Однако для последующих поколений главную роль сыграл его домашний музей, значение которого вышло далеко за пределы обычного для аристократии кабинета редкостей. Коллекция развивалась в десяти тематических направлениях, каждое из которых было закреплено за приглашённым специалистом: кардинал предпочитал финансировать молодых иностранных учёных. За Соэгой было закреплено египетское направление; результатом работы стал так и не опубликованный каталог «Catalogo dei monumenti egiziani nel Museo Borgiano composto ed ordinato dal Sig. Giorgio Zoega dotto Danese nel mese di Ottobre del 1784». Сохранились две его рукописные копии: одна в Королевской библиотеке Копенгагена, вторая в муниципальной библиотеке Веллетри, где была резиденция кардинала. Копенгагенская рукопись включала подробное описание 628 объектов, но систематизация каталога не была доведена до конца. Рукопись из Веллетри «Catalogo dei monmenti egiziani nel Museo Borgiano» переплетена и состоит из 99 страниц, материалы на которых хорошо организованы: даны не только описания предметов, но даже размеры. Сотрудницы Неаполитанского археологического музея Росанна Пирелли и Стефания Манериль предположили, что копенгагенская рукопись была черновиком и творческой лабораторией, а веллетрийская — подготовленным к печати трудом. Несмотря на то, что копенгагенский каталог датирован 1784 годом, в него добавлялись листы около 1790 года, и вообще в содержательном отношении он намного подробнее: включает зарисовки, заметки учёного и подходящие цитаты из античных текстов. Племянник кардинала Камилло Борджиа в 1814 году на основе каталога Соэги подготовил описание египетской коллекции, вошедшее в собрание источников по истории музеев Италии и изданное Министерством образования только в 1878 году. Принцип организации в этом издании был основан на материале изделий: дерево, камень, бронза, фаянс и т. д. Были описаны 583 предмета, которые вошли в собрание Неаполитанского музея, из них в каталоге 1989 года были учтены лишь 464. Качество работы Соэги было настолько высоким, что позволило в 1980-е годы отождествить повреждённую мумию в картонаже из Саккары (она поступила в коллекцию в 1785 году), а также оценить деятельность антикваров двухсотлетней давности, которые для повышения комплектности изделий и их цены использовали для реставрации части разных скульптур, саркофагов и иных изделий.

#### Обелиски
По определению египтолога Эмануэля Марчелло Чампини, публикацией монографии «О происхождении и назначении египетских обелисков» Соэга обозначил новое направление в подходах западной культуры к наследию фараонов, отталкиваясь от ренессансно-алхимической концепции эзотерической мудрости египетской цивилизации. Установка оставшихся от Древнего Рима обелисков на площадях папской столицы в XVI—XVII веках знаменовала господство герметической доктрины и попытки её использования. Подход Соэги контрастировал тем, что он однозначно рассматривал недешифрованную иероглифику как исторический источник и попытался дать ответ на значение обелисков для фараоновой древности. По словам Э. Чампини, его метод заключался в комплексной реконструкции значения памятника в современном и древнем контексте, при этом в трудах Соэги вообще нет упоминания о герметизме, то есть вместо тайной «мудрости», доступной избранным, научный анализ был способен получить знание о древней культуре. Это было высшим достижением западной антикварной науки до дешифровки египетской письменности и появления египтологии в современном смысле этого слова.
Папа Римский Пий VI в 1787 году продолжал градостроительную политику своих предшественников. Решившись воздвигнуть три обелиска, остававшихся с древности в земле, понтифик распорядился разузнать побольше о назначении и происхождении этих памятников. Выбор пал на Соэгу после рекомендации кардинала Борджиа и выхода в свет книги об александрийских монетах, поэтому последовало апостольское повеление написать книгу об обелисках, которое полностью отвечало интересам Соэги. На гравировку египетских текстов для монографии Соэги понтифик ассигновал 12 000 скуди, но работа чрезмерно затянулась и была завершена лишь к 1800 году. Автор тем не менее велел напечатать на титульном листе 1797 год и снабдил книгу посвящением покойному римскому епископу. Тираж, несмотря на смутное время, составил 1000 экземпляров, 100 из которых были выданы автору вместо гонорара. Почти половина тиража разошлась среди ценителей и учёных в Англии, Соэга активно советовал книгу через друзей и знакомых и в результате получил прибыль в 1100 скуди.
Первая часть почти 700-страничного тома была посвящена обелискам, воздвигнутым в городе Риме. Далее следует описание памятников, доступных в других городах Италии и Европы, завершающая часть посвящена Египту и Эфиопии. Работа продемонстрировала эрудицию Соэги в плане изучения путевых записок путешественников. Египет Соэги восходит к культурной карте классической античности, описываясь вверх по течению Нила. Здесь много упоминаний о храмах и захоронениях, значение которых трактуется согласно Гекатею Абдерскому, а также пересказывается миф об Осирисе, основываясь на Диодоре Сицилийском. Исследование письменности отталкивалось от «Иероглифики» Гораполлона, но учитывало все упоминания об иероглифике в античной литературе. Соэга предвосхитил построения позитивистов будущего века: древность предстаёт в своих памятниках, в том числе письменных, и главной задачей учёного является «заставить» заговорить её на своём языке.

#### Соэга и египетское письмо
Ещё в 1784 году в одном из писем своему другу К. Эсмарху Соэга наметил грандиозную исследовательскую программу. Её основой была дешифровка египетской письменности, без которой было немыслимо познание древней цивилизации, чтобы «рассеять тьму, окутывавшую Древний Египет со времён Моисеевых». Первыми шагами в этом направлении было изучение коптского языка и географии Египта, чтобы в дальнейшем перейти к истории и религии. Вероятно, эти планы он обсуждал и далее — во всяком случае, они были известны его покровителю Гульдбергу в 1787 году. После папского повеления об исследовании обелисков у Соэги был целый год на изучение источников; строители сделали для него точнейшие прорисовки всех деталей изображений и письменных знаков.
В трактате об обелисках 226 страниц текста было посвящено иероглифике. Исходной установкой Соэги было использование коптского языка для прочтения иероглифических знаков, но он не оставил систематического описания своего метода. Датский египтолог Пауль Йён Франдсен отмечал, что Соэга, видимо, «знал, что делает, и не имел надобности объяснять это непосвящённым». В архиве учёного сохранились материалы двух типов: систематизированные списки иероглифов и зарисовки некоторых доступных ему памятников, где вместо иероглифов проставлены номера. Преимущественно он работал с текстами Латеранского и неаполитанского памятников. Из бумаг учёного следует, что он разобрался с тем, что иероглифические надписи могут иметь разное направление, а также совершенно верно понял назначение картушей — «название обозначенного имени собственного». Всего в предварительном каталоге Соэги приведены 137 описаний иероглифов (без всякого порядка), прорисовки 21 картуша и перечислены 53 группы знаков.
Весьма примечателен отдельный список 197 знаков, в котором они были разделены на 13 групп:
1. Числа;
2. Архитектурные детали;
3. Вазы;
4. Растения;
5. Разные сосуды;
6. Военные орудия;
7. Музыкальные инструменты;
8. Одежда;
9. Животные;
10. Части человеческого тела;
11. Мумии;
12. Человеческие фигуры;
13. Переплетённые фигуры.

Используя коптский язык, Соэга пытался читать отождествлённые знаки фонетически. Так, он совершенно верно понял, что кружок обозначал Солнце и фонетически читался рэ. Однако, вероятно, учёный так и не пришёл к мысли, что стандартные части иероглифических знаков одинаково читаются во всех сочетаниях и не требуют аллегорического истолкования. Изображения скарабея и Исиды могли означать для Соэги семь или восемь различных смыслов. Судя по переписке с Иоганном Эккелем и своим учителем Гейне (которые оба были настроены скептически), к августу 1792 года датский учёный разуверился в своей способности осуществить дешифровку иероглифов. Лишь спустя десятилетие, узнав об открытии Розеттского камня (гипсовый слепок с которого был доставлен в Париж осенью 1800 года), Соэга раздумывал вернуться к дешифровке иероглифики, поскольку трёхчастная надпись была ключом к прочтению иератики и иероглифики, но этого так и не произошло.

### Коптология
Согласно единогласному отзыву специалистов, «Каталог коптских рукописей» Соэги является одним из важнейших его научных достижений и существенной вехой в развитии коптологии как науки. По словам египтолога Анны Будорс, вклад Соэги в коптологию был по-настоящему новаторским и отличался высоким научным уровнем. Занимаясь каталогизацией коптских рукописей собрания Борджиа, он классифицировал рукописи по их языковым особенностям: написанные на бохайрском диалекте (литургический язык коптской церкви; Соэга называл его «бахмурским»), на фаюмском диалекте и саидском, который в старой литературе именовался «фиванским». Работая с саидскими рукописями трудов патриарха Шенуте, он столкнулся с принципиально новыми проблемами: например, он был принуждён работать с разрозненными листами папируса или расплетёнными тетрадями, содержащими разные, но близкие по содержанию сочинения, которые было нужно собрать по порядку и датировать, при практическом отсутствии элементов для сравнения. Результатом работы стали идентификация 35 сочинений Шенуте, до той поры совершенно неизвестных, и доказательство, что саидский диалект был литературным языком коптской древности, чей синтаксис и лексикон достигали максимальной сложности и изысканности. Впервые эти достижения были оценены Шампольоном в его рецензии 1811 года, тогда как Этьен Катрмер не имел о Соэге никакого представления. Последующие исследования показали, что только в пяти случаях Соэга ошибся с отождествлением текстов. Его публикации одной проповеди Шенуте и выдержек из второй в переводе на латинский язык стали первыми, доступными широким слоям исследователей. А. Будорс отмечала, что точное понимание смысла и передача стиля оригинала Соэгой (например, омонимии, отражённой в его комментариях) были замечательны для эпохи, когда не существовало сколько-нибудь качественных словарей и грамматик саидского диалекта.
До начала работы Соэги существовал единственный печатный каталог, выпущенный в 1785 году в Болонье Джованни Луиджи Мингарелли, который и послужил первоначальным образцом и ориентиром для работы. Коптология не входила в круг интересов Соэги, и в переписке труд по разбору коптских рукописей собрания Борджиа упоминается лишь после 1789 года, причём Соэга писал, что занялся этой работой «с неохотой». Стефано Борджиа явно выразил желание видеть опубликованным каталог своего коптского собрания в 1790 году, несмотря на недовольство Соэги. Приступив к изучению языка, Соэга сразу осознал важность саидского диалекта и сделал его основным предметом своих штудий. Причина заключалась в том, что именно саидская часть собрания Борджиа увеличивалась быстрее всего и требовала постоянного пересмотра классификации. Обратившись к проблемам кодикологии и палеографии, Соэга первым в новой европейской истории столкнулся с проблемой правильной идентификации кодикологической единицы: разрозненной тетради или листа, относящегося к одной и той же рукописи. Занятый своим египетским проектом, Соэга первоначально намеревался перепоручить эту работу датскому священнику Вольфу Фредерику Энгельбрету, но в результате проделал всю работу над каталогом в одиночку. В этом плане его работа была по-настоящему новаторской, поскольку Соэга даже представил образцы почерка и расположения текста в описываемых рукописях, делая прорисовку через наложение кальки.
Работа не прервалась даже после французской оккупации Рима и ареста и конфискации имущества Борджиа. К июлю 1798 года черновой вариант каталога был готов. Именно тогда и возникла идея включения в каталог какого-либо текста Шенуте в переводе, ввиду огромной исторической и литературной ценности его проповедей. Однако в 1799 году было разгромлено издательство Фульгони, специализировавшееся на восточных текстах, погиб и комплект коптских шрифтов. Лишь к 1803 году рукопись была завершена окончательно, что было засвидетельствовано в предисловии. Описания были разделены на три части сообразно диалектам: мемфисский, или бохайрский (82 единицы; преимущественно рукописи из Вади-эль-Натрун), басмирский, или фаюмский (3 единицы) и саидский: 312 рукописей, преимущественно из Белого монастыря в Сохаге. Внутри каждой языковой секции каталожные единицы были распределены по жанрам. Бохайрские рукописи были описаны по ватиканской коллекции, привезённой кипрским епископом Рафаэлем Туки (1701—1787). Для каждой рукописи (целых почти не было) указывалось число оставшихся листов с указанием исходной нумерации страниц, приводилось описание шрифта и описывалось содержание, по возможности воспроизводились название рукописи и колофон. В предисловии Соэга писал, что начал с библейских рукописей на бохайрском диалекте, поскольку их было легче всего отождествить; это послужило школой для исследователя. Далее он продолжил работу с литургическими и святоотеческими текстами на том же диалекте и только после этого мог обратиться к саидским проповедям и житиям. В Копенгагене сохранилась рукопись Соэги для типографии, по которой можно восстановить метод его работы. После определения содержания рукописи и полной «сборки» кодикологических единиц учёный составлял краткое описание, затем добавлял транскрипцию оригинала и латинский перевод фрагментов, которые казались ему особенно важными. Отдельно записывались примечания, которые при типографском наборе помещались в сноски.
Каталог Соэги увидел свет уже после его кончины благодаря интересу со стороны государственного секретаря Святого Престола Бартоломео Пакка и хлопотам Бертеля Торвальдсена и Германа Шубарта. По словам египтолога и коптолога Паолы Бузи (Университет Ла Сапиенца), каталог Соэги является не только историческим свидетельством собрания Борджиа до его разобщения, но и представляет образец текстологической и кодикологической работы даже для учёных XXI века.

## Наследие. Память
После кончины Соэги все его рукописи были уложены Бертелем Торвальдсеном в сундук и вместе с молодым учёным Георгом Коэсом доставлены в дом Вильгельма фон Гумбольдта, который находился тогда в Риме. Именно Гумбольдт известил барона Шубарта о судьбе архива, при этом последний откровенно заявил, что «не хочет, чтобы какой-нибудь итальянец сунул нос в эти рукописи», и поручил Коэсу описать и классифицировать бумаги. Работа была завершена к 14 мая 1809 года, после чего опечатанный сундук был доставлен в Ливорно на виллу Шубарта «Монтенеро». Ровно через полгода, 14 ноября 1809 года рукописи Соэги были приобретены для Датской королевской библиотеки и перешли в её фонд в 1811 году. Коэс классифицировал бумаги по 17 разделам, в соответствии с которыми были расставлены и рукописи в Копенгагене. Каталог Коэса состоял из 60 листов форматом ин-кварто; предположительно, его деление воспроизводило принцип классификации самого Соэги, которого современники восхваляли за образцовую организацию своих работ. Коэс снабдил каждую единицу своего каталога пометками: «подготовлено к печати», «почти готово», «может быть подготовлено к печати молодым учёным». Предположительно, датское правительство рассматривало планы публикации, но быстро от них отказалось. В марте 1813 года ко всем материалам архива был допущен Фридрих Велькер, который перевёл десять статей с датского и итальянского языков для публикации 1817 года, а также использовал переписку для собственной биографии Соэги, вышедшей в двух томах в 1819 году. В предисловии Велькер воспроизвёл классификацию Коэса.
По оценке датского египтолога Йёна Поуля Франсена, наследие Соэги получило парадоксальный статус. Ещё в начале XX века его неизменно упоминали среди основателей египтологии как науки и называли «гигантом» в антиковедении времён перехода от антикварианизма к науке, но в принципе помнили как «учителя Торвальдсена» и воспринимали как часть биографии скульптора, а не как самостоятельную фигуру. Труды Соэги переиздавались крайне редко. В 1881 году на основе его архива была опубликована биография, написанная Адольфом Йёргенсеном, а в 1935 году вышла небольшая монография археолога Кнуда Фриса Йёхансена «Георг Соэга и Рим». Далее учёный был почти полностью забыт на целое столетие. В 1967—2013 годах был осуществлён проект публикации корпуса его переписки, хранившейся в Королевской библиотеке Дании и музее Торвальдсена. Первый том, включающий тексты 1755—1785 годов (в том числе письма отца), был транскрибирован и комментирован Эйвином Андреасеном. Он же до своей кончины в 1991 году успел завершить подготовку материалов, которые были выпущены под редакцией Карен Аскани и Йеспера Свеннигсена; шестой том издания составили подробные указатели.
В 1904 году датский искусствовед Фредерик Фрис опубликовал статью о портретах Соэги, которая на краткое время возродила к нему интерес на родине. Первый известный портрет принадлежал кисти датчанина Йёхана Германа Каботта и был исполнен для Академии Вольсков кардинала Борджиа в 1786 году в виде профиля, вписанного в медальон. Известны также четыре рисунка, выполненные с 50-летнего Соэги Бертелем Торвальдсеном: два эскиза, известный профильный медальон (помещённый в начале статьи) и карикатура. В разных изданиях неоднократно репродуцировалась гравюра Сержана Марсо, изображающая учёного за разбором нумизматической коллекции. Гравюра была заказана для издания «Serie di vite e ritratti de famosi personaggi degli ultimi tempi», в которое между 1815—1818 годами вошли более трёхсот изображений знаменитых людей своего времени. Столетие учёного праздновалось в Дании по инициативе пивовара Карла Якобсена. В 1911 году на площади близ основанной Якобсеном Новой глиптотеки Карлсберга в Копенгагене был установлен почти четырёхметровый памятник Соэге, выполненный Людвигом Брандструпом. Антиковед изображён рассматривающим древнюю статуэтку, а плащ перекинут через руку на манер римской тоги. Этот же скульптор ранее выполнил профильный барельеф на надгробной плите в римской церкви Сант-Андреа-делле-Фратте, установленной в 1907 году.
27—30 октября 2013 года в Риме и Болонье прошла международная конференция «Забытый учёный Георг Соэга», на которой была проведена комплексная переоценка его вклада в развитие истории искусства, антиковедения, коптологии и египтологии, поддержании европейских культурных связей, всего было заслушано 27 докладов. Главным организатором выступила куратор египтологической коллекции Болонского университета Даниэла Пикки. На основе вновь введённых в оборот источников и материалов конференции под редакцией Карен Аскани и Даниэлы Пикки в 2015 году была выпущена коллективная монография.

## Работы
- Numi Aegyptii imperatorii prostantes in museo Borgiano Velitris : adientis praeterea quotquot reliqua huius classis numismata ex variis museis atque libris colligere obtigit :  [лат.]. — Romae : Apud Antonium Fulgonium, 1787. — XII, 404 p.
- De origine et usu obeliscorum ad Pium Sextum Pontificem Maximum :  [лат.] / auctore Georgio Zoega Dano. — Romae : Typis Lazzarinii typographi cameralis, 1797. — viii, xl, 656 p.
- Il bassirilievi antichi di Roma incisi da Tommaso Piroli colle illustrazioni di Giorgio Zoega :  [итал.]. — Roma : Presso Francesco Bourlié, 1808. — Т. Primo. — XII, 268 p.
- Il bassirilievi antichi di Roma incisi da Tommaso Piroli colle illustrazioni di Giorgio Zoega :  [итал.]. — Roma : Presso Francesco Bourlié, 1808. — Т. Secondo. — 314 p.
- Catalogus codicum Copticorum manuscriptorum qui in museo Borgiano Velitris adservantur : Cum VII tab. aeneis :  [лат.] / Auctore Georgio Zoega Dano. — Roma : typis Sacræ congregationis de propaganda fide, 1810. — xii, 663 p.
  - Catalogus Codicum Copticorum manuscriptorum qui in Museo Borgiano Velitris adservantur. (Opus Posthumum) cum VII. tabulis aeneis / auctore Georgio Zoega. Anastatischer neudruck der originalausgabe von 1810. — Leipzig : J. C. Hinrichs'sche Buchhandling, 1903. — xii, 633 p.
  - Catalogus codicum Copticorum manu scriptorum qui in Museo Borgiano Velitris adservantur / Avec une introduction historique et des notes bibliographiques par Joseph-Marie Sauget. — Hildesheim, New York : Georg Olms, 1973. — xliii, xii, 663 p. — ISBN 348704241X.
- Georg Zoegas Abhandlungen herausgegeben und mit Zusätzen begleitet von Friedrich Gottlieb Welcker :  [нем.]. — Göttingen : Dieterichschen Buchhandlung, 1817. — X, 420 S.
- Georg Zoëga: Briefe und Dokumente I / Hrsg. von Øjvind Andreasen und Karen Ascani. — København, Odense : Det Danske Sprog- og Litteraturselskab; I kommission af Syddansk Universitetsforlag, 1967. — XX, 405 p. — (Det Danske Sprog- og Litteraturselskab). — ISBN 87-7876-426-2.
- Georg Zoëga: Briefe und Dokumente II—VI / hrsg. von Øjvind Andreasen und Karen Ascani. — København : Munksgaard, 2013. — 2861 p. — (Det Danske Sprog- og Litteraturselskab). — ISBN 978-87-7533-023-2.

### Комментарии
1. ↑  Соэга был полиглотом. Материалы его переписки показывают, что он одинаково свободно оперировал датским, немецким и итальянским языками, используемыми для личных посланий. Он также свободно владел английским и французскими языками (на французском написаны отчёты датскому правительству и велась переписка с консулом Шубартом[дат.]), а также древнегреческим и латинским языками, на которых был способен писать объёмные тексты. Он также овладел диалектами коптского языка в степени, достаточной для описания рукописей из римских собраний[5].
2. ↑  В архиве содержатся более точные сведения. На хранение банкиру было отдано 3316 скуди, 27 байокки, кроме того, распродажа имущества принесла 17,5 скуди за серебряные ложки, 56 скуди за библиотеку (оценённую в 136 скудо), 1 скудо за две бритвы, 8 скуди за медали и монеты, 30 скуди, уплаченные издателем за прорисовки римских барельефов, 30 скуди за мебель. Кроме того, в музее Торвальдсена оказались 270 рисунков и пробный оттиск гравюр из описания камей и монет собрания Борджиа, 11 оригиналов иллюстраций для описания обелисков и так далее: в общей сложности 427 автографов и гравюр[49].